# كاترين دينوف
كاترين دينوف (بالفرنسية: Catherine Deneuve)، من مواليد 22 أكتوبر عام 1943، وهي تُعد من أشهر الممثلات الفرنسيات خلال ستينيات القرن الماضى الملقبة بالأيقونة.

## مشوارها الفني
بدأت كاترين حياتها الفنية عام 1956 باسم آخر وهو (كاترين دورلياك)، حيث قامت بتجسيد دور صغير بفيلم يحمل اسم (الطالبات) لـ (أندرية يونيبيل)، وبعد أربع سنوات من تقديمها هذا الفيلم ألحت عليها أختها الكبرى (فرنسواز) لكى تعيد تجربتها الفنية مرة أخرى، فاقترحت عليها بأن تقوم بتصوير فيلم جديد باسم (الأبواب المتخبطة)، حيث يبحث مخرج الفيلم (جاك بواترونوه) عن وجه جديد لتأدية أحد الأدوار بالفيلم، وبعد موافقة أسرتها على دخولها المجال الفنى نجحت في العديد من الاختبارات، ومن هنا بدأت مسيرتها الفنية، واختيرت بأن تصبح أجمل الفنانات الفرنسيات خلال الأربعين عام السابقين.. عملت كاترين تحت إدارة كبار مخرجي السينما العالمية.

## جوائز
- رشحت أول مرة لنيل جائزة الأوسكار كأفضل ممثلة في فيلم (إندوشينا) عام 1993،
- رشحت كأفضل ممثلة لنيل جائزة الأكاديمية البريطانية للأفلام عن دورها في فيلم (يوم جميل) في عام 1967،
- جائزة ( ديفيد دي دوناتيلو) كأفضل ممثلة عام 1981 عن دورها في فيلم (المترو الأخير)،
- جائزة (Women in Film Crystal Awards) في عام 1993،
- في عام 1997 فازت بجائزة (مهرجان موسكو السينمائي الدولي)،
- حصلت في مهرجان برلين السينمائى الدولى عام 2002 على (جائزة الدب الفضى)،
- السعفة الذهبية الشرفية بمهرجان كان السينمائي عام 2005،
- في عام 2006 جائزة (Golden Kinnaree Career Achievement Award) بمهرجان بانكوك السينمائى الدولى،
- كما فازت عام 2008 بإحدى الجوائز التقديرية بمهرجان كان السينمائى.

## أعمالها

### في أفلام
| سنة  | أعمال                        | الدور/الوظيفة               |
| ---- | ---------------------------- | --------------------------- |
| 2019 | الحقيقة                      | فابين                       |
| 2017 | القابلة                      | بياتريس سوبو                |
| 2017 | لا أحد كامل                  | باربارا                     |
| 2015 | البقاء عاليًا                 | قاضية                       |
| 2015 | العهد الجديد جدًا             | مارتين                      |
| 2015 | برأس مرفوع                   | جوج فلورانس بلاك            |
| 2013 | في طريقي                     | بيتي                        |
| 2006 | مجلس الحجر                   | سيبل ويبر                   |
| 2001 | أنا ذاهب للبيت               | مارجريت                     |
| 2000 | راقصة في الظلام              | كاثي                        |
| 1968 | مايرلينج                     | ماريا فيتسيرا               |
| 1967 | الفتيات الصغيرات من روشيفورت | دلفين جارنية                |
| 1967 | فتاة النهار                  | سيفيرين سيريزي/ فتاة النهار |

## وصلات خارجية
- كاترين دينوف على موقع IMDb (الإنجليزية)
- كاترين دينوف على موقع ميتاكريتيك (الإنجليزية)
- كاترين دينوف على موقع الموسوعة البريطانية (الإنجليزية)
- كاترين دينوف على موقع روتن توميتوز (الإنجليزية)
- كاترين دينوف على موقع مونزينجر (الألمانية)
- كاترين دينوف على موقع قاعدة بيانات الأفلام العربية
- كاترين دينوف على موقع ألو سيني (الفرنسية)
- كاترين دينوف على موقع ميوزك برينز (الإنجليزية)
- كاترين دينوف على موقع تيرنر كلاسيك موفيز (الإنجليزية)
- كاترين دينوف على موقع أول موفي (الإنجليزية)
- Catherine Deneuve at filmsdefrance.com
- كاترين دينوف على موقع Charlie Rose
- أخبار مُجمّعة وتعليقات عن كاترين دينوف في موقع صحيفة نيويورك تايمز.
- Film.guardian.uk interview 21 September 2005
- Catherine Deneuve seduces سوزان سارندون while playing Lakme on the piano in the famous lesbian scene from Tony Scott's 1983 film The Hunger  [لغات أخرى]‏.